# Un ángel llamado Azul
Un ángel llamado Azul es una telenovela colombiana del género infantil producida por el Canal RCN en 2003. Esta protagonizada por Andrés Juan y Mónica Lopera, cuenta con la actuación infantil estelar de Estefany Escobar y las participaciones antagónicas de Nórida Rodríguez y Luigi Aycardi. Actúan también los primeros actores Kepa Amuchastegui, Carlos Benjumea y Leonor González Mina.
Fue repetida en el canal cable RCN Novelas en 2012 y 2017. En el 2018, fue emitida en el canal cable infantil Tacho Pistacho. En el Canal RCN común, fue repetida en 2009 y en junio de 2021, volvió al canal en la franja infantil "Las Mañanotas de RCN" reemplazando a "Chica Vampiro" siendo transmitida juntamente con "Floricienta". Su repetición terminó el 5 de febrero de 2022.

## Sinopsis
Martina es una bella y bondadosa joven que labora como maestra en un orfanato. Su directora es Déborah Niño (Nórida Rodríguez), una mujer cruel y ambiciosa que con la complicidad de Gastón Conde quieren adueñarse del lugar. Martina está condenada a morir a los 25 años por culpa de una maldición que siempre ha recaído sobre las mujeres de su familia. Un día Don Fortunato Luna , el dueño del orfanato, llega de visita con su nieta Abril y junto a ella está Azul, su ángel de la guarda. Cuando Azul ve a Martina queda atrapado en su encanto aunque debe recordar la advertencia de su maestro de no enamorarse de un mortal por su condición de ser celestial. 
Cuando Don Fortunato muere a causa de un envenenamiento orquestado por Gastón Conde y Déborah, Abril es obligada a vivir en el orfanato y es sometida a los malos tratos de la directora, pero Martina se encarga de protegerlos de ella y de su cómplice sin saber que Abril hace parte de su verdadera familia. Queriendo proteger a Abril, Azul le pide a su maestro que la niña lo pueda ver y, del mismo modo, que lo convierta en un ser humano. Al llegar a la tierra se hará pasar por un doctor para los niños del orfanato teniendo como plan principal desenmascarar a Déborah y a Gastón y estar junto a Martina. No obstante, Azul tendrá que luchar primero con toda la maldad terrenal y descubrir todos los secretos que guarda la familia Luna para hacer que la maldición que condena a Martina desaparezca.

## Elenco

### Principal
| Actor                    | Personaje                                                                                      |
| ------------------------ | ---------------------------------------------------------------------------------------------- |
| Andrés Juan              | Azul (Ángel) Doctor Rafael Huérfano (Ángel visible) Profesor Ángel Bueno (Humano)              |
| Mónica Lopera            | Martina Infante(Martina López Luna) Aurora Luna Marín(Años 1970) Ada Marín de Luna (Años 1950) |
| Nórida Rodríguez         | Déborah Niño Lloreda                                                                           |
| Luigi Aycardi            | Gastón Conde Chivatá                                                                           |
| Carlos Benjumea          | Lucas Afanador                                                                                 |
| Valentina Acosta         | Flora                                                                                          |
| Daniela Rodríguez        | Bella                                                                                          |
| Leonor González Mina     | Doña Nieves                                                                                    |
| Katherine Montilla       | Rosita                                                                                         |
| Gustavo Angarita         | Maestro                                                                                        |
| Juan Carlos Mateus       | Profesor Ciro Pascal                                                                           |
| Estefany Escobar         | Abril Luna                                                                                     |
| Juvenal Camacho          | Antonio Aguilar "Toñito"                                                                       |
| Daniela Rodríguez        | Bella Reinoso                                                                                  |
| Ivan piñeros             | Manuel "Mambrú"                                                                                |
| Nicolle Solís            | Dominga "Choco"                                                                                |
| Víctor Hugo Trespalacios | Padre Bartolomé (Antes Ángel Lauviah)                                                          |
| Caterin Escobar          | Blanca "Blanquita" Cárdenas                                                                    |
| Valentina Acosta         | Flora Cardona                                                                                  |
| Javier Botero            | José Miguel "José Miel" Paz Gastón Conde (Niño)                                                |
| Cony Camelo              | Ángel Nemamiah                                                                                 |
| Katherin Montilla        | Rosa "Rosita"                                                                                  |

### Elenco secundario
| Actor                 | Personaje                         | Rol                                           |
| --------------------- | --------------------------------- | --------------------------------------------- |
| Adrián Vargas         | Hugo                              |                                               |
| Álvaro Andrés Gómez   | Paco                              |                                               |
| Andrés Estrada Vargas | Jaime Eduardo Siachoque "Jaimito" | Cartero, pretendiente de Blanca               |
| Carolina Acevedo      | Anabel                            | Ángel de la guarda de Ángel Bueno             |
| Jennifer Steffens     | Dulcinea Paz                      | Estafadora, madre de José Miel                |
| Juan David Romero     | Luís                              |                                               |
| Natalia Bonilla       | Angie                             |                                               |
| Richard Martínez      | Dadicio Stiven Picón "El Pulgas"  | Reciclador, amante de Débora                  |
| Talú Quintero         | Raquel Guricochea                 | Miembro de la Junta Directiva Industrias Luna |

### Actuaciones Especiales
| Actor               | Personaje             | Rol                                                | Eps   |
| ------------------- | --------------------- | -------------------------------------------------- | ----- |
| Andrés Ruiz         | Doctor Mejía          | Director de junta directiva Industrias Luna        | 5     |
| Beatriz Roldán      | María Infante         | Exempleada del Orfanato. Supuesta madre de Martina | 13    |
| Claudia Bahamón     | Ella misma            |                                                    | 27-28 |
| Daniel Arenas       | Jeremías Luna         | Padre de Fortunato y Aurora (Flashback)            |       |
| Geoffrey Deakin     | Mr Hans               | Holandés que iba a adoptar a Abril                 | 15-36 |
| Jimmy Vásquez       | Él mismo              | Cameo con Jack el Despertador                      |       |
| Juan Manuel Correal |                       | Detective Privado                                  |       |
| Juan Miguel Marín   | Árcangel Miguel       | Árcangel Miguel                                    |       |
| Juan Pablo Posada   | Árcangel Gabriel      | Árcangel Gabriel                                   |       |
| Kepa Amuchastegui   | Fortunato Luna Marín  | Abuelo de Abril y benefactor del orfanato          |       |
| Lucho Velasco       | Martin López          | Padre de Martina                                   |       |
| Lucía Rengifo       |                       | Mamá de "El Pitufo"                                |       |
| Luz Amparo Álvarez  | Ángel Amphael         | Integrante del coro Celestial                      | 66    |
| Marcela Jiménez     | Ella misma            | Cameo con Jack el Despertador                      | 27    |
| María José Táfur    | Ella misma            | Cameo con Jack el Despertador                      | 27    |
| Miguel Ángel Baes   | Wilber El Pitufo      | Papá del hijo de Flora(Rafaelito)                  |       |
| Nicolás Reyes       | Árcangel Rafael       | Árcangel Rafael                                    |       |
| Pirry               | Él mismo              | Cameo con El Mundo según Pirry                     | 27    |
| Sebastián Rendón    | Él mismo              | Cameo con Jack el Despertador                      | 27    |
| Variel Sánchez      | Él mismo              | Cameo con Jack el Despertador                      | 27    |
| Yaneth Waldman      | Doctora Clara de Luna |                                                    | 28    |

## Banda sonora
| Canción                       | Intérprete(s)                                                 | Compositor          |
| ----------------------------- | ------------------------------------------------------------- | ------------------- |
| Calabaza Calabaza             |                                                               | Juan Gabriel Turbay |
| Cómo un ángel                 | Luz Amparo Álvarez                                            | Juan Gabriel Turbay |
| Fantasía                      | Daniela Rodríguez, Javier Botero, Felipe Humar, Nicolle Solís | Juan Gabriel Turbay |
| Pedacito de Cielo             | Daniela Rodríguez                                             | Juan Gabriel Turbay |
| Todos los sapos son príncipes |                                                               | Juan Gabriel Turbay |
| Un cuento de amor             | Luz Amparo Álvarez                                            |                     |